# 小崎千代

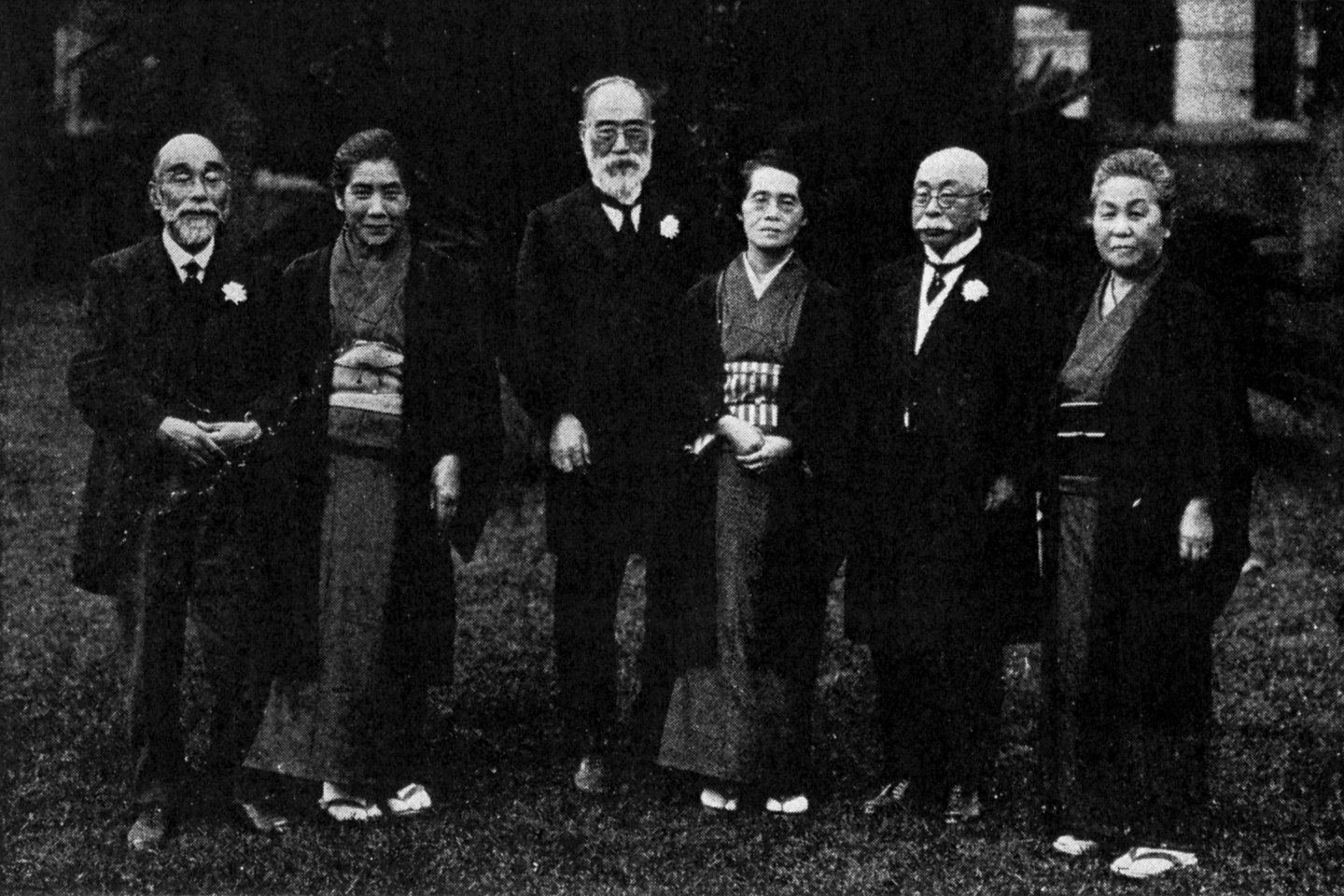
左から宮川経輝・次子夫妻、海老名弾正・みや夫妻、小崎弘道・千代夫妻（1934年秋）

小崎 千代（こさき ちよ、1863年8月8日（文久3年6月24日） - 1939年（昭和14年）5月14日）は、日本基督教婦人矯風会会頭。津田仙の姪。小崎弘道の妻で、小崎道雄の母親である。
江戸小石川村にあった徳川幕府の直参の岩村家の長女として生まれる。明治維新後、幕臣たちと静岡に移住する。1871年（明治4年）に上京する。1876年（明治9年）にメソジスト派の宣教師ジュリアス・ソーパーより洗礼を受ける。1883年（明治16年）、海岸女学校（後の青山女学院）を卒業し、小崎弘道と結婚する。道雄、安子（岩村信二の母）が生まれる。1886年（明治19年）、矢嶋楫子の運動に賛同して婦人矯風会の設立に尽力し、役員になる。
1902年（明治35年）より小崎弘道が日本組合基督教会霊南坂教会牧師になると、牧師夫人として牧会に協力する。音楽と英語の教師も務めた。また、霊南坂教会附属幼稚園の開設と共に園長になる。
1921年（大正10年）には矢嶋の後を受け継いで日本基督婦人矯風会の会頭に就任する。墓所は青山霊園(1ロ8-35)と多磨霊園。